# Solitudo robusta
Solitudo robusta (лат.) — вымерший вид крупных сухопутных черепах, обитавшей в позднем плейстоцене, примерно 2,588—0,0117 миллионов лет назад на острове Мальта в Средиземном море. Типовой вид рода Solitudo. Его типовой образец — BMNH, набор элементов конечностей, это трехмерное ископаемое. Его типовым местонахождением является пещера Зеббуг, которая находится в плейстоценовом пещерном горизонте на Мальте. Как и все представители семейства сухопутных черепах, это было наземное растительноядное животное.